# Рижук Дмитро Юрійович
Дмитро́ Ю́рійович Рижу́к (нар. 5 квітня 1992, Київ, Україна) — український футболіст, центральний захисник казахстанського клубу «Окжетпес». Колишній гравець молодіжної збірної України.

## Біографія
Вихованець ДЮФШ «Динамо» ім. Валерія Лобановського. Дебютував у молодіжному складі клубу в сезоні 2008/09.
Із сезону 2009/10 стабільно виступав за другу динамівську команду, що грала в Першій лізі.
У серпні 2016 року став гравцем ізраїльського клубу «Хапоель» із міста Акко.
Улітку 2018 року підписав контракт з одеським «Чорноморцем». У грудні 2019 року покинув одеський клуб.
На початку березня 2020 року перейшов до білоруського клубу «Мінськ».

### Збірна
Із 2007 по 2011 рік виступав за юнацькі збірні України усіх вікових категорій, був капітаном команди. Із 2012 по 2014 рік грав за молодіжну збірну України.

## Досягнення
- Чемпіон ДЮФЛ України: 2008/09
- Найкращий захисник ДЮФЛ України: 2008/09
- Переможець Меморіалу Олега Макарова: 2013
- Срібний призер Ліги Леуміт: 2016/17
- Переможець Кубку Тото ліги Леуміт: 2017/18